# Phytoliriomyza jurgensi
Phytoliriomyza jurgensi este o specie de muște din genul Phytoliriomyza, familia Agromyzidae, descrisă de Spencer în anul 1983.
Este endemică în Costa Rica. Conform Catalogue of Life specia Phytoliriomyza jurgensi nu are subspecii cunoscute.